# Traversée de Charlevoix
La Traversée de Charlevoix est un raid de 105 km de Saint-Urbain au mont Grand-Fonds dans la région de Charlevoix au Québec. Il est accompli à ski de fond en hiver, et à vélo de montagne ou à pied le reste de l'année.
Ce raid a été créé en 1977 pour le parcours à Ski, et il est accessible depuis 1994 aux randonneurs à pied. 